# Berk İsmail Ünsal
Berk İsmail Ünsal (* 6. August 1994 in Gaziosmanpaşa, Istanbul) ist ein türkischer Fußballspieler.

## Karriere

### Verein
Berk İsmail Ünsal spielte von 2007 bis 2010 in der Jugend von Gaziosmanpaşaspor. Im Sommer 2010 unterschrieb Ünsal bei Gaziosmanpaşaspor seinen ersten professionellen Vertrag. Trotzdem wurde der Stürmer weiterhin in der Jugend eingesetzt. Im Januar 2011 verpflichtete Galatasaray Istanbul ihn und unterzeichnete mit ihm einen Zweijahresvertrag. Ünsal spielte für den Rest der Saison 2010/11 für die U-18. In der Saison 2011/12 spielte er fortan für die A2-Mannschaft. Sein Debüt für die 1. Mannschaft gab Ünsal am 5. Februar 2014 im türkischen Pokal gegen Tokatspor. Das erste Spiel in der Süper Lig folgte am 29. März 2014 gegen Torku Konyaspor.
Für die Saison 2014/15 wurde er an den Zweitligisten Antalyaspor ausgeliehen. Mit diesem Klub beendete er die Zweitligasaison 2014/15 als Play-off-Sieger und damit als letzter Aufsteiger. Zur Saison 2015/16 verließ er Antalyaspor und wurde von Galatasaray für die Saison 2015/16 an den Zweitligisten Giresunspor ausgeliehen.

### Nationalmannschaft
Am 1. Dezember 2010 bestritt Ünsal sein erstes Länderspiel: Mit der türkischen U-17-Nationalmannschaft gegen die U-17-Auswahl von Brasilien. Er wurde in der 63. Minute für İbrahim Yılmaz eingewechselt. So durchlief er über die Jahre mehrere Altersgruppen und spielt aktuell für die türkische U-19 und die U-20.

## Erfolge
Mit Galatasaray Istanbul
- Türkischer Pokalsieger: 2014

Mit Antalyaspor
- Play-off-Sieger der TFF 1. Lig und Aufstieg in die Süper Lig: 2014/15